# سيبقى لنا الموت كله كي ننام
سيبقى لنا الموت كله كي ننام (بالفرنسية: Nous aurons toute la mort pour dormir) هُو فيلم وثائقي موريتاني صدر يوم 23 مارس 1977 وأخرجه المُخرج الموريتاني محمد هوندو. عُرض الفيلم في مهرجان برلين السينمائي الدولي في يونيو 1977، وفاز خلال المهرجان بجائزة المكتب الكاثوليكي السينمائي الدولي.

## روابط خارجية
سيبقى لنا الموت كله كي ننام على موقع IMDb (الإنجليزية)
- سيبقى لنا الموت كله كي ننام على موقع Turner Classic Movies (الإنجليزية)
- سيبقى لنا الموت كله كي ننام على موقع قاعدة بيانات الفيلم (الإنجليزية)
- سيبقى لنا الموت كله كي ننام على موقع ليتربوكسد (الإنجليزية)
- سيبقى لنا الموت كله كي ننام على موقع كينوبويسك (الروسية)